# Rachiplusia vinsignita
Rachiplusia vinsignita är en fjärilsart som beskrevs av Embrik Strand 1917. Rachiplusia vinsignita ingår i släktet Rachiplusia och familjen nattflyn. Inga underarter finns listade.